# Les Pays-d'en-Haut
A Regionalidade Municipal do Condado de Les Pays-d'en-Haut está situada na região de Laurentides na província canadense de Quebec. Com uma área de mais de seiscentos  quilómetros quadrados, tem, segundo o censo de 2005, uma população de cerca de trinta e três mil pessoas sendo comandada pela cidade de Sainte-Adèle. Ela é composta por 10 municipalidades: 4 cidades, 5 municípios, e 1 freguesia.

## Municipalidades

### Cidades
- Estérel
- Sainte-Adèle
- Sainte-Marguerite-du-Lac-Masson
- Saint-Sauveur

### Municípios
- Lac-des-Seize-Îles
- Morin-Heights
- Piedmont
- Saint-Adolphe-d'Howard
- Wentworth-Nord

### Freguesia
- Sainte-Anne-des-Lacs